# Группа революционного коммунизма
Группа революционного коммунизма (ГРК) — нелегальная марксистская организация, объединявшая студентов Саратова, Рязани и Петрозаводска. Организация была создана в Саратове 13 октября 1967 г., и существовала по 1969 год.

## Группа революционного коммунизма. Обзор
Организаторами ГРК являлись саратовские студенты Александр Романов, Олег Сенин, Валентин Кириков. Среди активистов были Виктор Бобров, Михаил Фокеев, Дмитрий Куликов. Саратовская группа в основном объединяла студентов Саратовского юридического института и Саратовского государственного университета.
Общее число людей, причастных к деятельности организации, только в Саратове достигало нескольких сот человек.
Были разработаны устав ГРК и программа. В качестве программы Группа революционного коммунизма использовала брошюру «Закат капитала» Юрия Вудки (псевдоним — Л. Борин), лидера подпольного кружка в Рязани.
Участники ГРК руководствовались марксизмом-ленинизмом, социал-демократическими идеями, но в практической деятельности ориентировались также на общедемократические и либеральные ценности, налаживали контакты и с правозащитным движением в Москве, других городах.
Члены организации занимались изучением и размножением самиздатской литературы, а также готовили самостоятельные обзоры диссидентского движения в СССР. В 1969 году в состав ГРК вошли подпольные студенческие группы из Рязани и Петрозаводска. Саратовской группой ГРК были также предприняты попытки установить связи с подпольем Киева.
Группу ГРК в Рязани возглавлял студент Рязанского радиотехнического института Юрий Вудка, в Петрозаводске — Александр Учитель.
В своей деятельности члены ГРК соблюдали конспирацию — подпольные клички, псевдонимы, пароли, тайнопись.

## Саратовская группа ГРК
В Саратове идея создать подпольный кружок среди студентов появилась в сентябре 1967 года, когда собралась группа единомышленников — студентов юридического, медицинского институтов и исторического факультета университета (Романов, Сенин, Кириков, Бобров, Ионов). Позже к группе примкнул студент-биолог Михаил Фокеев, который был готов размножать нелегальные материалы и хранить архив. Так сформировалось ядро кружка, с которым в той или иной степени контактировало немало самых разных людей. Многие из них потом пошли свидетелями по делу Группы революционного коммунизма — именно так после долгих дискуссий решили называть себя молодые люди. Была установлена связь с аналогичной группой в Рязани, шёл обмен статьями, откликами на самиздат, в частности — книгу «Закат капитала» Юрия Вудки, лидера рязанской группы, который уже встречался с Солженицыным. В конце 1967 г. участники группы договорились выделять со стипендий и возможных заработков по 3 рубля в месяц для ведения пропаганды, сложилась некоторая денежная сумма, на которую были приобретены пишущая машинка, фотоаппарат, фотобумага.

## Рязанская группа ГРК
Так называемая рязанская «группа Вудки», вошедшая впоследствии в ГРК, появилась в начале 1967 г., когда Юрий, приехавший в Рязань из Павлограда, познакомился со студентом Рязанского радиотехнического института Олегом Фроловым. Формирование группы началась с литературных споров, потом выяснилось, что оба критически относятся к существовавшей тогда власти. Решили создать кружок единомышленников. Фролов пригласил туда двух своих школьных приятелей, тоже студентов радиотехнического института Семена Заславского и Евгения Мартимонова. К подпольщикам также присоединились Симонас Грилюс и Валерий Вудка, брат Юрия Вудки.
Кроме критических взглядов на существовавший порядок, их объединяла страстная любовь к литературе — почти все члены кружка числились сотрудниками литературного отдела институтской газеты «Радист». Читали всё — от гонимого Евтушенко до речей русских революционеров. В делах рязанской группы участвовал и Олег Сенин (он познакомился с Юрием Вудкой в Горьковской библиотеке в 1966 году).
Распространение статей Вудки посредством фотокопий стало основной задачей группы. За поддержкой — хотя бы моральной — «группа Вудки» обращалась к признанным авторитетам свободомыслия. В марте 1968 г. они пришли к Солженицыну. Но тот не стал читать копию «Заката капитала», сославшись на недостаток времени и некомпетентность в политэкономических вопросах.
Вудка и Грилюс также встречались со Львом Копелевым, который прочел фотокопию «Заката капитала» и заявил, что всё это может довести до эшафота. Напоследок он произнес пророческую фразу: «Таких мальчиков Россия видела не раз, и все они сложили свои буйные головы».
Попытка переправить копии «Заката капитала» за границу — в Чехословакию и Финляндию — тоже не увенчалась успехом. Один чехословацкий гражданин взялся отвезти брошюры в свою страну, но там никому их не показал.
Летом 1969 г. Юрий Вудка покинул рязанскую группу, оставив «за старшего» Мартимонова.

## Аресты. Процессы Группы революционного коммунизма
Причиной арестов членов ГРК в Саратове, Рязани и Петрозаводске стала явка с повинной в КГБ участников рязанской группы Семена Заславского и Евгения Мартимонова. Они и сообщили органам о существовании подпольной организации среди студентов трёх городов.
В августе и сентябре 1969 года все участники ГРК в Саратове, Рязани и Петрозаводске были арестованы КГБ.
Следствие велось органами КГБ, было привлечено более 100 свидетелей. На каждого обвиняемого приходилось по три следователя, собранных из разных городов СССР. Следствие продолжалось около 4 месяцев, закончилось к концу 1969 года.
С 5 января по 16 января 1970 года в Саратовском областном суде проходил первый процесс по делу Группы революционного коммунизма. Участники группы предстали перед судом по обвинению в создании антисоветской организации (ст. 72 УК РСФСР), в распространении антисоветской литературы и в антисоветской пропаганде (ст. 70 УК РСФСР).
Председательствовал судья Теплов. Суд проходил при закрытых дверях. Кроме сотрудников КГБ, в зале присутствовали представители от крупных заводов, учебных институтов, военных училищ, обкома КПСС, обкома ВЛКСМ. На суде в качестве свидетелей выступили более 20 человек. Члены ГРК получили различные сроки лишения свободы. Романов и Кириков были приговорены к 6 годам заключения, Сенин получил 7 лет лишения свободы и 2 года ссылки, Фокеев — 3 года.
С 10 по 19 февраля 1970 г.в Рязанском областном суде прошёл процесс над рязанской группой ГРК. Юрий Вудка получил 7 лет лишения свободы, Фролов — 5 лет; Грилюс — 4 года, Валерий Вудка — 3 года. Доносчики Мартимонов и Заславский получили по 3 года условно.
Кроме того, несколько десятков человек, которые читали «Закат капитала» или знали о существовании группы, но не донесли о ней, были исключены из комсомола и из института.
Краткие сведения о процессах над участниками Саратовской и Рязанской групп ГРК, об истории и целях групп сообщались в двенадцатом и четырнадцатом выпуске «Хроники текущих событий», список осужденных дан в Приложении к семнадцатому выпуску «Хроники».
Все члены ГРК отбывали лишение свободы в Дубровлаге, мордовских политлагерях. Некоторые из них, например, Александр Романов, в качестве наказания за участие в акциях протеста были переведены во Владимирскую тюрьму.

## Судьбы членов ГРК
Романов, Кириков и Фокеев проживают в настоящее время в Саратове.
Выйдя на свободу, Романов работал кочегаром в котельной, не оставляя и своих занятий историей и философией. Окончить университет он смог только через двадцать с лишним лет после ареста.
В. Кириков работал в одном из проектных институтов Саратова.
А. Романов и В. Кириков, порвав с марксизмом, стали православными христианами.
Олег Сенин живёт в Туле. Долгое время он был епископом протестантской церкви, впоследствии тоже принял православие.
Братья Вудки и Куликов переехали в Израиль. Юрий Вудка занимается переводами на иврит русских поэтов. В 1984 году Юрий Вудка издал в Израиле свою книгу «Московщина», где, в частности, касается событий 1969—70 годов.
Семен Заславский эмигрировал в США.